# Terrestrials
Terrestrials è un album in studio del gruppo musicale statunitense Sunn O))) e del gruppo musicale norvegese Ulver, pubblicato nel 2014.

## Tracce
1. Let There Be Light – 11:27
2. Western Horn – 9:37
3. Eternal Return – 14:09

Daymare 2CD Bonus Tracks
1. Eternal Return (Rough 2009) – 14:05
2. Fidelio (Experiment 2009 feat. Attila Csihar) – 11:42

## Formazione
Sunn O)))
- Greg Anderson
- Stephen O'Malley

Ulver
- Daniel O'Sullivan
- Kristoffer Rygg
- Jørn H. Sværen
- Tore Ylwizaker

Collaboratori
- Ole Henrik Moe - archi
- Kari Rønnekleiv - archi
- Stig Espen Hundsnes - tromba
- Tomas Pettersen - batteria

Personale tecnico
- Anders Møller - missaggio
- Jaime Gomez Arellano - mastering
- Stephen O'Malley - produzione, direzione artistica
- Kristoffer Rygg - produzione